# Colágeno V

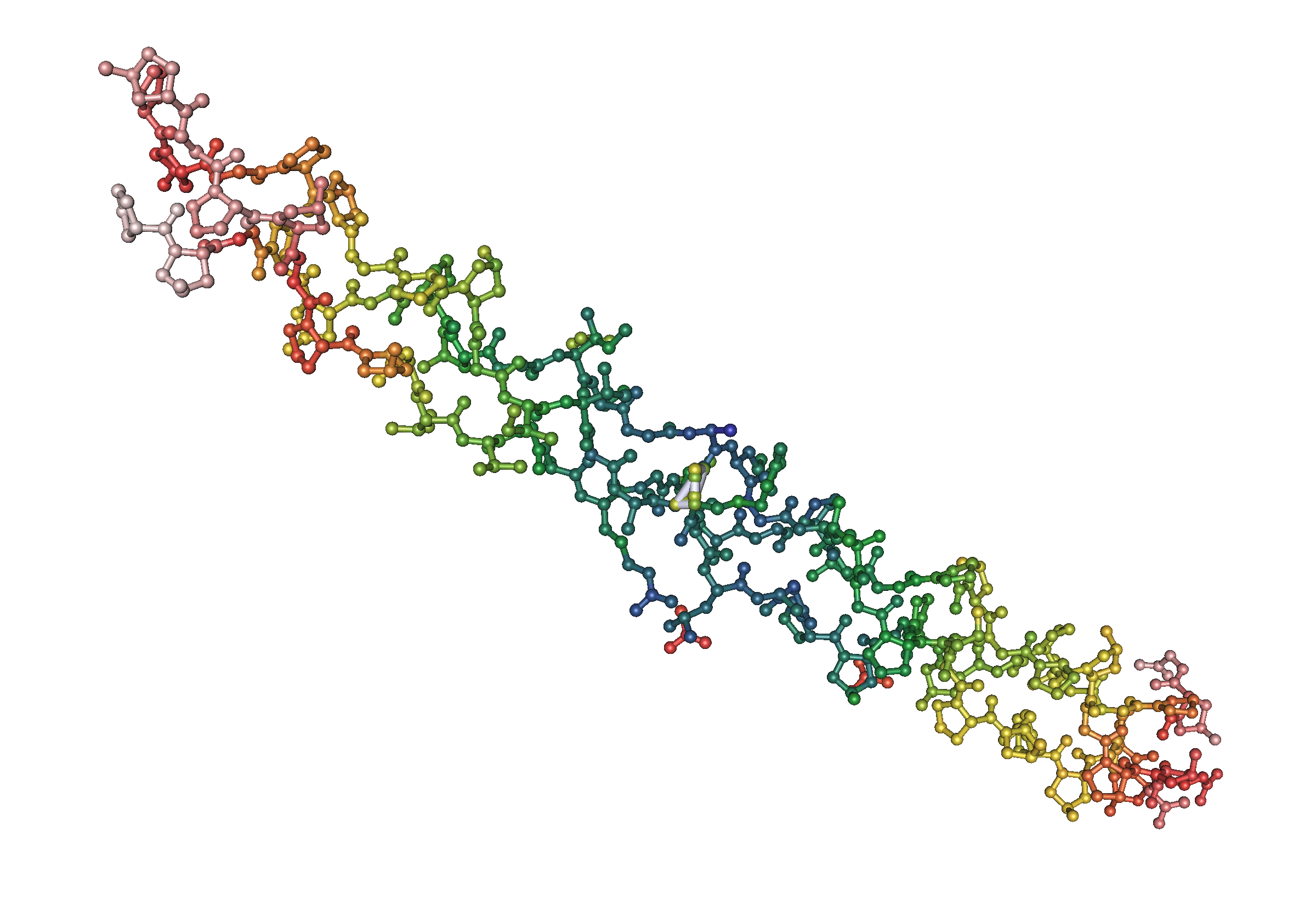

El colágeno tipo V es un tipo de colágeno fibrilar presente en la mayoría del tejido intersticial. Se asocia con el tipo I. Es un componente minoritario de los tejidos no cartilaginosos. Por inmunohistoquímica se demostró su localización en el espacio subendotelial mientras que en la arteriosclerosis se lo observa difusamente distribuido en la túnica media.
Se conocen muy poco sus funciones.

## Estructura
El colágeno tipo V está formado por dos cadenas polipeptídicas a1Vy a2V. 
¿ La composición molecular de la cadena aV está aún por definir.? 
Posee extremidades de estructura «no colagénica» (¿ no colagenosa ?) que permiten asociaciones muy estables.

## Función
Este tipo de colágeno es uno los que predominan en la pared de los vasos sanguíneos (juntamente con los tipos I y III); en las lesiones arterioscleróticas representan el 60% del total de las proteínas.
Interviene esencialmente en el mantenimiento de la fuerza y la tensión de la pared del vaso. En situaciones normales predomina el colágeno tipo III pero en la aterogénesis hay mayor proporción de colágeno tipo I, patrón que se asocia con menor elasticidad vascular. El papel del colágeno tipo V es aún incierto.
Además de participar en la estructura tisular, el colágeno V interviene en múltiples procesos vasculares. En el espacio extracelular se une a citoquinas y lípidos.
Además, el colágeno fibrilar es importante en la determinación de la estructura fibrilar y la organización de la matriz.
El colágeno V se ha descrito también en la membrana basal de la placenta. Esto es un ejemplo de cómo esta proteína se adapta a distintas funciones biológicas que van apareciendo a lo largo de la evolución de las especies.

## Síndrome de Ehlers-Danlos
Existen 10 tipos de este síndrome. El colágeno 5 se asocia con el tipo "Clásico". Esta enfermedad se caracteriza por la presencia en el afectado de una piel suave, aterciopelada y muy elástica que se rasga, lacera o presenta hematomas con facilidad y que cura lentamente, con tendencia a desarrollar crecimientos grasos o fibrosos benignos en áreas bajo presión. 
Todo ello viene asociado a una mutación del gen COL5A2 para la cadena alfa 2 (V) del colágeno de tipo V.
Es hereditaria pues los genes que codifican el colágeno V se asocian a la herencia.